# Hanuš Ettl
Hanuš Ettl (* 11. August 1931 in Prag; † 22. Februar 1997 in Půlpecen) war ein tschechoslowakischer Botaniker und Phykologe. Schwerpunkt seiner Forschungen waren Süßwasseralgen. Er galt als Spezialist für chlorophyllführende Flagellatenorganismen.
Sein botanisches Autorenkürzel lautet „H.Ettl“.

## Leben
Ettl entstammte einer gemischtsprachigen Familie. Seine Mutter war Tschechin, sein Vater österreichischer Abstammung. Er wuchs in Šumperk auf. 1950 legte er in Svitavy die Matura ab und begann an der Masaryk-Universität ein Studium der Botanik und Phykologie, wo Jan Šmarda und Josef Jedlička  seine Lehrer waren. Im Jahre 1954 wurde Ettl am Botanischen Institut der Karls-Universität Prag Assistent von Bohuslav Fott. 1959 verlor Ettl aus politischen Gründen seine Anstellung und war danach im Okres Svitavy als Lehrer tätig. Auf Einladung der Botanikerin Irene Manton wirkte Ettl 1964 als Gastwissenschaftler an der Universität Leeds. 1966 folgte er einer Einladung durch Hans Pitschmann als Gast an die Universität Innsbruck. 
1968 wurde er rehabilitiert und promovierte im selben Jahre an der Masaryk-Universität. Ab 1968 wirkte Ettl als Wissenschaftlicher Mitarbeiter der Brünner Außenstelle der tschechoslowakischen Akademie der Wissenschaften. In den Jahren 1968 und 1969 folgten zwei weitere Gastaufenthalten an der Universität Innsbruck und der Alpinen Forschungsstelle Obergurgl. 1974 wurde ihm der Grad eines Candidatus Scientiarum der biologischen Wissenschaften. 1978 wurde ihm nicht gestattet, einen Ruf der Philipps-Universität Marburg als Ordinarius für Biologie anzunehmen. Im Jahre 1996 erhielt Ettl eine Gastprofessur der Universität Innsbruck. Im selben Jahre wurde er zusammen mit Georg Gärtner mit dem Wissenschaftspreis der Stadt Innsbruck ausgezeichnet.

## Wirken
Seit den 1950er Jahren beschäftigte sich Ettl intensiv mit der Zytologie, Entwicklungsgeschichte und Systematik von Flagellaten (Volvocales) und Heterokonten (Xanthophyceae). 1966 führte er wissenschaftliche Untersuchungen im Moor beim Lanser See und dem  Seefelder Moor bei Innsbruck, dem Vorderen und Hinteren Finstertaler
See und Gossenköllesee im Kühtai sowie bei Obergurgl durch, die er in der Alpinen Forschungsstelle Obergurgl auswertete. Mit dem Fund des 1964 in Kanada entdeckten Chlainomonas rubra (Syn. Sphaerellopsis rubra) im Roten Schnee (2880 m) unterhalb des Sulzkogels gelang ihm der Erstnachweis dieses Flagellaten in den Alpen. Die von ihm 1966 erstbeschriebene Alge Chlamydomonas obergurglii benannte er nach Obergurgl. 1976 erschien sein Hauptwerk, eine 1000-seitige Monographie über den Phytomonaden Chlamydomonas. Insgesamt publizierte Ettl über 150 Veröffentlichungen mit einem Umfang von 7000 Seiten und war Autor oder Koautor von 13 Fachbüchern.

## Publikationen (Auswahl)
- Grundriss der allgemeinen Algologie, 1980
- Xanthophyceae
- Süßwasserflora von Mitteleuropa
- Tetrasporales, Chlorococcales, Gloeodendrales
- Phytomonadina